# Boros Imre
Boros Imre (Csöde, 1947. július 18. –) magyar közgazdász, politikus, az első Orbán-kormány minisztere.

## Közéleti tevékenysége
Tanulmányát Marx Károly Közgazdaságtudományi Egyetem Pénzügyi Tanszékén végezte.
A rendszerváltás előtt az Magyar Nemzeti Bank előadója 1970-1981-ig, majd a devizagazdálkodási osztály vezetője lesz 1988-ig. 1988 és 1990 között a Magyar Hitelbank vezérigazgatója helyettese. 1993-94-ben az ÁPV Rt.-nél, a bankügyekért felelős ügyvezető igazgató. 2006 után politikai, gazdasági és közéleti műsorok gyakori vendége, főként jobboldali médiában. (Hír TV, Echo TV). Bogár Lászlóval állandó vendég, az Echo TV-n (Jelenleg: Hír TV) Bayer Zsolt által vezetett Háttér-kép című műsornak. Nyomtatott sajtóban is rendszeresen publikál, főként Széles Gábor lapjában a Magyar Hírlapban.
Boros Imre 1970 és 1988 között dolgozott az MNB-nél, majd a Magyar Hitelbank vezérigazgató-helyetteseként. A rendszerváltás után a magyar jobboldalon, a kisgazdapártban és az MDF parlamenti képviselőjeként futott be karriert. Utóbbi párt frakciójából az után távozott, hogy a Népszabadság 2002-ben belügyminisztériumi dokumentumokra hivatkozva azt írta, hogy Borost közvetlenül a rendszerváltás előtt, 1989-ben a kommunista állambiztonság III/II-es csoportfőnökség D-8-as fedőnevű főoperatív tisztjévé nevezték ki.
Boros akkor az MTI-nek nyilatkozva elismerte, hogy kapcsolatba került a titkosszolgálatokkal, de szerinte ennek az volt az oka, hogy a szolgálatok egy az MNB-t érintő bűnügyben nyomoztak. Az akkori híradások szerint Boros az állambiztonság századosaként jövedelemhez is jutott, Boros azonban 2019-ben a Direkt36-nak azt állította, hogy azóta több hatóság (a Belügyminisztérium és az adóhatóság) is igazolta azt, hogy valójában nem voltak ilyen jövedelmei, illetve hozzátette, hogy a szerepvállalása annyiból állt, hogy az MNB-t érintő ügyben „köteles voltam szakértőként a magyar ügyészség és a rendőrség oldalán közreműködni, ami nyilván nem titkosszolgálati, hanem normális gazdasági vita ügy volt”. Ennek az állításának ellentmond az a levéltári dokumentum, amely tételesen sorolja fel, hogy például a besorolási illetményén felül milyen pótlékok folyósítására volt jogosult.

## Politikai tevékenysége
1995-ben belépett a Torgyán József által vezetett FKGP-be. A párt jelöltjeként 1998-ban országgyűlési képviselő lett.
1998-ban az első Orbán-kormány tárca nélküli minisztere lett és az Európai Unió PHARE-program kormányzati koordinációjáért lett felelős.
2001-ben kilépett az FKGP-ből. 2002-ben belépett a Dávid Ibolya vezette MDF-be, és újra mandátumot szerzett.
2002 nyarán nyilvánosságra kerül hogy Boros Imrét 1989-ben a Belügyminisztérium III/II. Csoportfőnökség főoperatív tisztjévé nevezték ki, száma: D-8. Emiatt 2002 őszén felszólították, hogy lépjen ki az MDF parlamenti frakciójából, parlamenti munkáját függetlenként folytatta.

## Szerepe a Nemzetközi Beruházási Bankban (International Investment Bank, IIB)
Az egyesek által kémbanknak is titulált a Nemzetközi Beruházási Bank irányításában is feltűnt Boros Imre, az első Orbán-kormány PHARE-minisztere, aki a bank igazgatótanácsának tagja. Szerepvállalása az orosz kémvádak kereszttüzébe kerülő IIB-ben azért különösen érdekes, mert a kémcsaládban felnövő Koszov bankelnök mellett a magyar Borossal kapcsolatban is felmerült korábban, hogy titkosszolgálati kötődése volt.
Boros a kinevezéséről homályosan azt nyilatkozta, hogy „mostanság” került a bankhoz, hogy azok jelölték, „akiknek kell”.

## Művei
- Hagelmayer István–Bánfi Tamás–Boros Imre: Az aranydeviza-rendszer kudarcai és tanulságai; Közgazdasági és Jogi, Bp., 1975
- Árulkodó háttérképek pénzügyekről; Kairosz, Bp., 2014 (...és mégis élünk!)
- Nemzeti szemléletű olvasókönyv, 1-2.; Kairosz, Bp., 2015
- Boros Imre–Bogár László–Bayer Zsolt: Háttérképek háttérképe; Kairosz, Bp., 2016

## Videófelvételek
- A pénz világa - ma előadás - Boros Imre. Kölcsey TV Magazinok. – Youtube.com, Közzététel: 2012. november 14.
- Civil Akadémia - Boros Imre: Közgazdasági lecke haladóknak. CÖF. – Youtube.com, Közzététel: 2022. április 29.
- Beszélgetés Boros Imrével. Cs. Szabó Béla szerkesztő-riporter és Neszveda Péter Kristály Média és Film – Youtube.com, Közzététel: 2023. február 22.
- Napi aktuális - Boros Imre (2023-08-04) - HÍR TV – Youtube.com, Közzététel: 2023. augusztus 4.